# Peter Harry Carstensen
Pour les articles homonymes, voir Carstensen.
Peter Harry Carstensen, né le 12 avril 1947 à Elisabeth-Sophien-Koog, est un homme politique allemand membre de l'Union chrétienne-démocrate d'Allemagne (CDU).
Élu député fédéral au Bundestag en 1983, il devient en 1994 président de la commission parlementaire de l'Agriculture. Il renonce à cette fonction en 2002, année de son élection à la présidence de la CDU dans le Land du Schleswig-Holstein.
À la suite des élections régionales de 2005, il est investi ministre-président du Land à la tête d'une coalition avec les sociaux-démocrates. La rupture de cette alliance provoque des élections anticipées quatre ans plus tard, dont le résultat lui permet de constituer une coalition avec les libéraux-démocrates.
Après l'invalidation de la loi électorale par la justice constitutionnelle en 2010, il est contraint de convoquer des élections anticipées en 2012. Il renonce à se présenter pour un troisième mandat et se retire de la vie politique.

## Biographie

### Une formation de professeur
Fils d'un agriculteur, né sur l'île de Nordstrand, il passe son Abitur en 1966 à Husum, une ville moyenne de la côte du nord-ouest du Land du Schleswig-Holstein. Il suit, pendant deux ans, un apprentissage agricole, puis il intègre en 1968 l'université Christian Albrecht de Kiel pour y suivre des études de sciences agricoles.
Il adhère à la CDU en 1971. Deux ans plus tard, il obtient son diplôme d'agronome et passe avec succès son premier diplôme d'enseignement d'État. Ayant réussi le second en 1976, il devient à la fois professeur à l'école d'agriculture de Bredstedt, petite commune du nord-ouest du Land, et conseiller économique de la chambre régionale d'agriculture.

### Carrière de député fédéral
À l'occasion des élections fédérales anticipées du 6 mars 1983, il est élu, à seulement 35 ans, député fédéral au Bundestag dans la 2e circonscription fédérale avec 52,7 % des voix. Après avoir été désigné, en 1986, président de la fédération chrétienne-démocrate de l'arrondissement de Frise-du-Nord, il est réélu dans sa circonscription aux élections fédérales du 25 juin 1987 avec 47,1 % des suffrages. Cinq ans plus tard, en 1992, il quitte ses fonctions dans l'appareil local du parti.
Il est porté, à la suite des élections fédérales du 16 octobre 1994, à la présidence de la commission parlementaire de l'Alimentation, de l'Agriculture et des Forêts. Aux élections fédérales du 27 septembre 1998, il est battu dans sa circonscription par le candidat du Parti social-démocrate d'Allemagne (SPD) mais conserve un siège au Bundestag grâce au scrutin de liste. Il est ensuite reconduit dans ses fonctions à la commission de l'Agriculture.

### Au premier plan dans le Schleswig-Holstein
Au mois de juin 2000, soit quatre mois après une nouvelle défaite de la CDU aux élections régionales dans le Schleswig-Holstein, il est élu vice-président du parti dans le Land, sous la présidence du député régional Johann Wadephul. Deux ans plus tard, en juillet 2002, il prend la succession de ce dernier.
Il est réélu député fédéral deux mois plus tard, retrouvant son siège dans sa circonscription avec 44,3 % des suffrages exprimés. Pendant la campagne électorale, il a fait partie de l'équipe politique d'Edmund Stoiber, en tant que responsable de l'agriculture. Il n'est pas reconduit à la présidence de la commission parlementaire mais est choisi par le groupe CDU/CSU comme président de son groupe de travail sur l'Agriculture.
Il est investi, en mai 2004, chef de file de la CDU pour les élections régionales du 20 février 2005, avec 98,4 % des voix au cours d'une assemblée des délégués des militants. Dans son discours d'acceptation, il affirme se placer dans la continuité de Kai-Uwe von Hassel, Helmut Lemke, Gerhard Stoltenberg et Uwe Barschel, cette dernière référence déclenchant un tonnerre d'applaudissements.

### Élections de 2005 et imbroglio à l'investiture
Lors du scrutin, il se fait élire au scrutin de liste, tandis que les chrétiens-démocrates réalisent un score de 40,2 % des voix et 30 députés sur 69. Devançant le Parti social-démocrate d'Allemagne (SPD) de la ministre-présidente Heide Simonis, qui obtient 38,7 % des suffrages et 29 sièges, il réalise le meilleur résultat pour la CDU depuis 1987. Cependant, le Parti libéral-démocrate (FDP) ne remportant que 4 sièges, soit autant que l'Alliance 90 / Les Verts (Grünen), partenaire du SPD depuis neuf ans, une éventuelle coalition noire-jaune reste minoritaire puisque la Fédération des électeurs du Schleswig du Sud (SSW), exemptée de la clause des 5 %, envoie 2 élus au Landtag. Le 1er mars, les députés de la CDU le choisissent pour prendre la présidence du groupe parlementaire.
Bien que la coalition rouge-verte sortant ait conclu un accord de soutien sans participation avec la SSW, il présente sa candidature à l'investiture du ministre-président lors de la séance constitutive de la législature, le 17 mars suivant. Au premier tour de scrutin, il remporte 33 voix, contre 34 à Simonis, qui échoue donc. Lors des trois tours suivants, tous deux remportent systématiquement 34 suffrages, une voix manquant chaque fois à la sortante.

### Ministre-président du Land

#### Premier mandat: la grande coalition

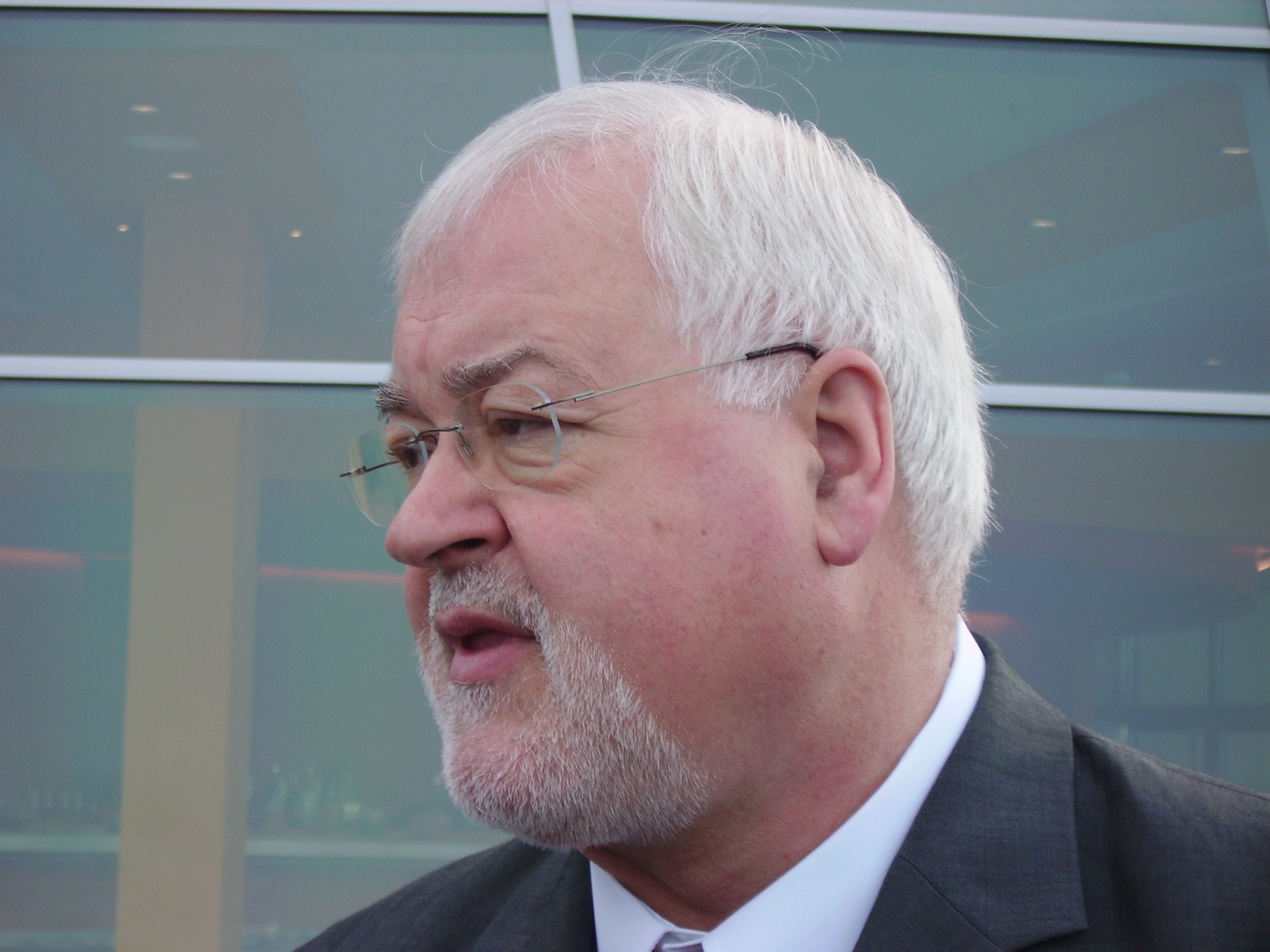
Peter Harry Carstensen, en 2008.

À la suite de cet échec, Heide Simonis renonce à un quatrième mandat, tandis que la CDU et le SPD entament des négociations en vue de constituer une grande coalition. Après la signature d'un accord de coalition, Peter Harry Carstensen est investi ministre-président de Schleswig-Holstein le 27 avril par 54 voix sur 69, malgré une majorité théorique de 59 sièges. Premier chrétien-démocrate à ce poste depuis 1988, il est le premier à diriger une alliance entre les deux grands partis dans ce Land. Le 1er novembre suivant, il prend pour un an la présidence tournante du Conseil fédéral.
Après l'élection du ministre de l'Intérieur, Ralf Stegner, à la présidence du SPD régional, de premières tensions apparaissent au sein de la majorité. Représentant de l'aile gauche du parti, ce dernier émet plusieurs réserves et critiques au sujet de la politique de rigueur budgétaire mise en œuvre par le gouvernement. Il finit par démissionner le 15 janvier 2008 et prend la présidence du groupe parlementaire social-démocrate.
Finalement, après de nouveaux désaccords entre les deux partenaires de coalition, Carstensen propose au mois de juillet 2009 au groupe CDU de convoquer des élections anticipées pour le 27 septembre, jour prévu des élections fédérales. Le SPD exprime son refus d'une telle option, empêchant d'atteindre la majorité des 46 voix pour que le Landtag vote sa dissolution. Le ministre-président relève alors l'ensemble des ministres sociaux-démocrates de leurs fonctions le 21 juillet et pose deux jours plus tard une question de confiance, qu'il perd par 37 voix sur 69.

#### Second mandat: une loi électorale contestée
À nouveau chef de file pour les élections régionales anticipées du 27 septembre, il se fait cette fois-ci élire dans la 2e circonscription régionale en remportant 43,3 % des suffrages, soit vingt points d'avance sur Gitta Trauernicht, ministre des Affaires sociales de la grande coalition.
Au niveau des partis, la CDU reste la première formation avec 31,5 % des voix et 34 sièges sur 95, soit un recul de l'ordre de neuf points. Le FDP, avec 14,9 % des voix et 15 sièges, réalise son record régional et permet la constitution d'une coalition noire-jaune disposant de 49 députés. Le 27 octobre, il est investi pour un second mandat, par 50 voix sur 95. C'est la première fois depuis 1971 que les libéraux siègent au gouvernement. Sa majorité se réduit d'un siège, à la suite d'un nouveau comptage des votes demandé par Die Linke et qui fait perdre un élu au FDP.
Dans la mesure où l'opposition a remporté 48,4 % des voix mais sont minoritaires en sièges, écologistes et représentants de la minorité danoise saisissent le tribunal constitutionnel. Le 30 août 2010, celui-ci leur donne raison, ordonne au gouvernement de modifier les dispositions en vigueur d'ici le 30 mai 2011 et de convoquer des élections anticipées le 30 septembre 2012 au plus tard. Lors de sa réaction, il annonce qu'il compte abandonner la présidence régionale de la CDU et qu'il se retirera de la vie politique à l'occasion de ce scrutin anticipé.

### Retrait de la vie politique
Remplacé à la tête du parti le 18 septembre suivant par le président du groupe parlementaire, Christian von Boetticher, il négocie le ralliement des sociaux-démocrates à l'élaboration d'une nouvelle loi électorale réduisant de 40 à 35 le nombre de circonscriptions uninominales, le total des sièges restant théoriquement de 69. L'accord est conclu en mars 2011 et prévoit la tenue des élections anticipées le 6 mai 2012.
Au cours de ce scrutin, la coalition au pouvoir perd de justesse sa majorité et le social-démocrate Torsten Albig s'assure le soutien des Grünen et de la SSW. La nouvelle majorité, qui ne dispose que de 35 sièges sur 69, parvient cependant à rester unie et faire élire Albig comme ministre-président le 12 juin 2012. De ce fait, Peter Harry Carstensen est le seul chef du gouvernement du Schleswig-Holstein à avoir accompli deux mandats consécutifs incomplets.
Ayant pris le poste de président du conseil de surveillance de la chaîne hôtelière Nordic Hotels AG en octobre 2012, il est désigné président d'honneur de la CDU régionale en 2013.

### Vie privée
Père de deux enfants, il devient veuf en 1998. Il se remarie, en décembre 2009, avec une juriste de 24 ans sa cadette.